# باريس تورز 1943
باريس تورز 1943 هو سباق دراجات هوائية، وهو الموسم رقم 37 من باريس تورز، وأقيم في 1943.
فاز بالمركز الأول جبريل غاودان ‏، وبالمركز الثاني Achiel Buysse ‏، وبالمركز الثالث Albert Hendrickx ‏.

## الفائزون
| الترتيب | الفائز            |
| ------- | ----------------- |
| الفائز  | جبريل غاودان ‏     |
| الثاني  | Achiel Buysse ‏    |
| الثالث  | Albert Hendrickx ‏ |